# Torbjörn
Torbjörn  è un nome proprio di persona svedese maschile.

## Varianti
- Maschili: Thorbjörn[1], Torbern

### Varianti in altre lingue
- Danese: Torbjørn[1], Thorben[1], Torben[1], Tarben[1]
- Italiano: Torbeno
- Norreno: Þórbjörn[1], Þorbjörn
- Norvegese: Torbjørn[1], Thorbjørn[1]
- Tedesco: Torben[1], Thorben[1]

## Origine e diffusione
Deriva dal nome norreno Þórbjörn che significa "orso di Thor"; è infatti composto dal nome Thor (presente anche in Torsten) e da björn, "orso" (presente anche in Björn e Asbjørn). Il nome giunse nella versione italianizzata Torbeno grazie ad alcune personalità sarde.

## Persone

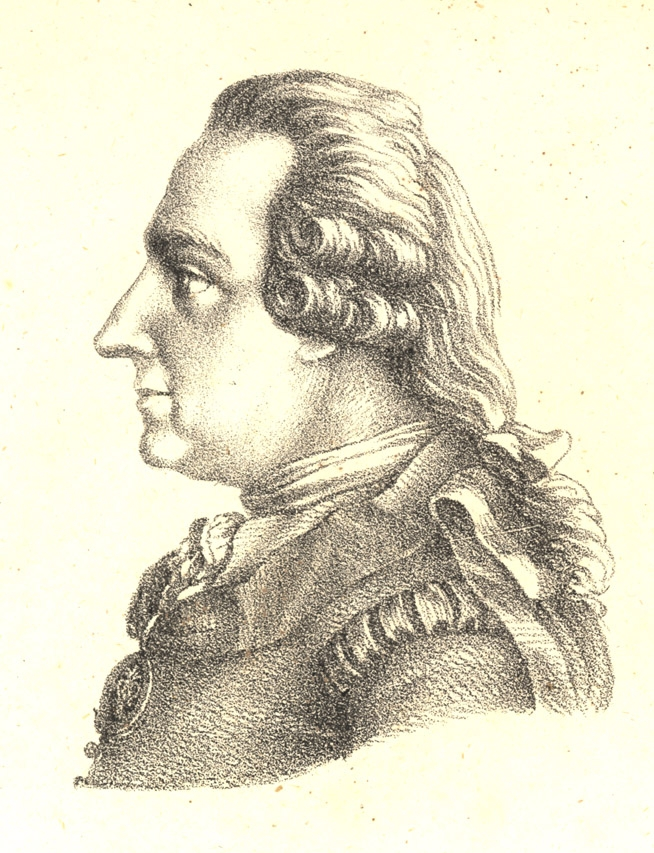
Torbern Olof Bergman

- Torbjörn Jonsson, calciatore svedese
- Torbjörn Nilsson, allenatore di calcio e calciatore svedese

### Variante Torbjørn

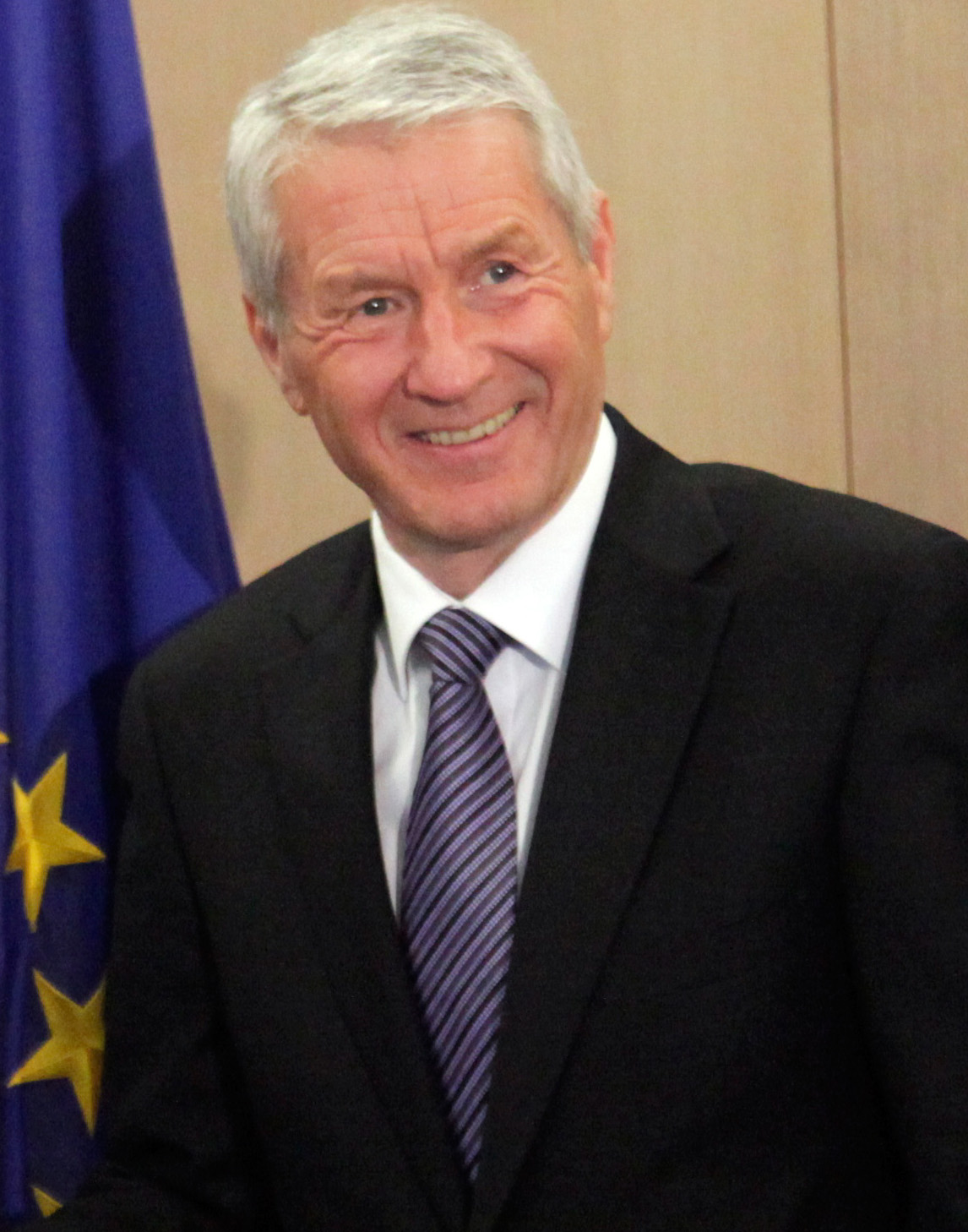
Thorbjørn Jagland

- Torbjørn Brundtland, tastierista norvegese
- Knut Torbjørn Eggen, allenatore di calcio e calciatore norvegese
- Torbjørn Jensen, calciatore faroese
- Torbjørn Løkken, combinatista nordico norvegese
- Torbjørn Sindballe, triatleta danese

Thorbjørn Solvoll Urskog, atleta, ballerino, danza swing, boogie woogie norvegese

### Variante Torben
- Torben Frank, calciatore danese
- Torben Grael, velista brasiliano

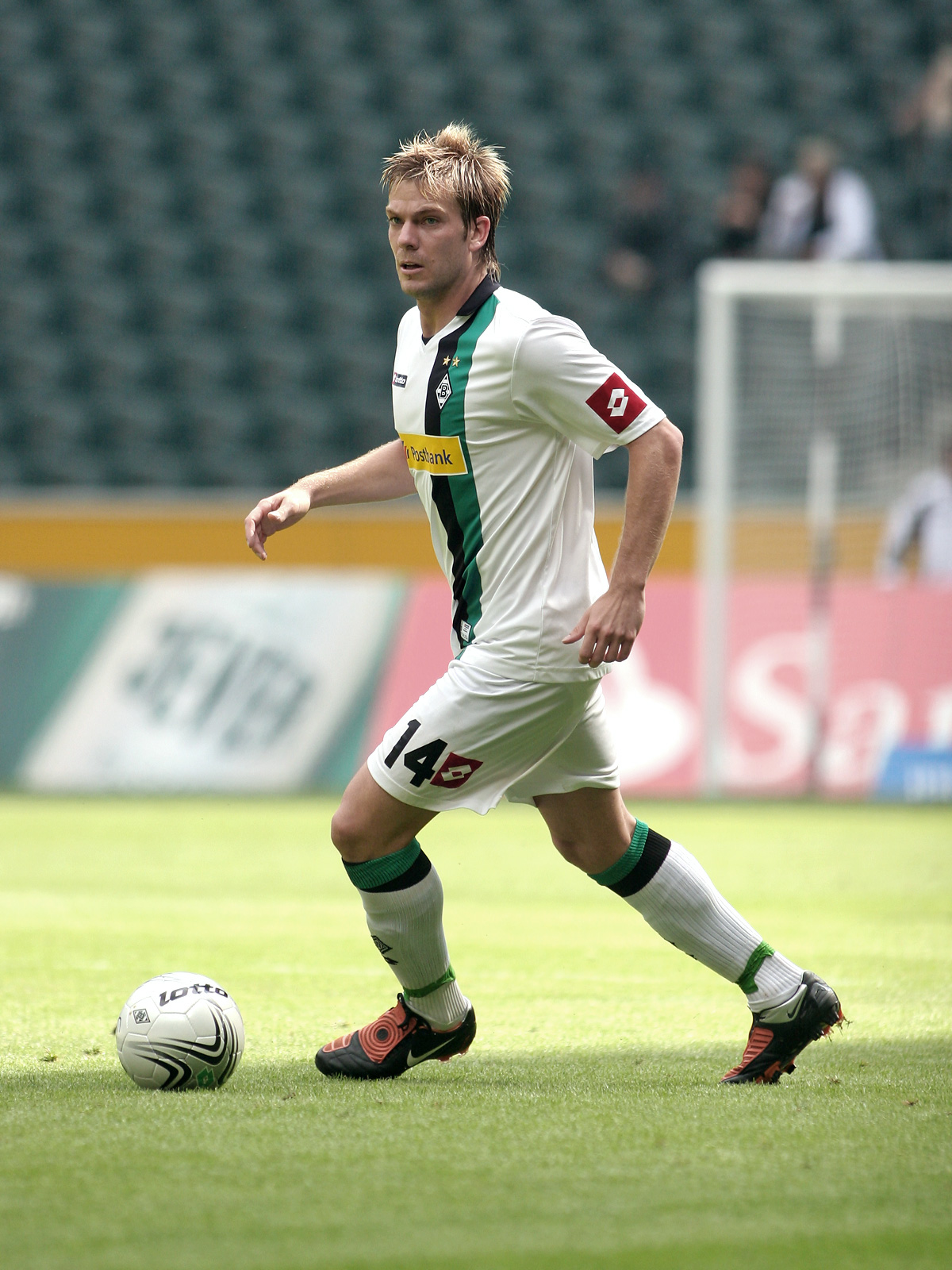
Thorben Marx

- Torben Johansen, giocatore di calcio a 5 danese
- Torben Joneleit, calciatore tedesco
- Torben Piechnik, calciatore danese
- Torben Wosik, tennistavolista tedesco

### Altre varianti
- Torbern Olof Bergman, chimico e mineralogista svedese
- Torbeno de Lacon-Zori, giudice del Regno di Arborea
- Torbeno di Cagliari, giudice di Cagliari
- Þorbjörn dísarskáld, scaldo islandese
- Thorbjörn Fälldin, politico svedese
- Þorbjörn Hornklofi, poeta norvegese
- Thorbjørn Jagland, politico norvegese
- Thorben Marx, calciatore tedesco
- Thorbjørn Svenssen, calciatore norvegese

## Il nome nelle arti
- Torbjörn è un personaggio del videogioco Overwatch.